# Kara śmierci w Arkansas
Kara śmierci figuruje w prawie amerykańskiego stanu Arkansas.

## Fakty
- W latach 1820–1964 stan wykonał 477 egzekucji
- Dwie z nich miały miejsce przed przyjęciem do Unii
- Pierwszym straconym w Arkansas był niejaki Thomas Dickinson, powieszony w roku 1820
- Lavinia Bernett była jedyną straconą kobietą w Arkansas. Została powieszona za morderstwo 8 listopada 1845
- Do roku 1913 powieszenie było jedyną metodą egzekucji; w tymże roku Lee Simms Was został stracony na krześle elektrycznym (5 września)
- Dawniej przestępstwami gardłowymi było nie tylko morderstwo, ale i gwałt czy zdrada
- W latach 1820–1964 306 osób zostało powieszonych, 161 straconych na krześle i 4 rozstrzelanych
- Tuż przed odejściem z urzędu, w styczniu roku 1971, gubernator Winthrop Rockefeller ułaskawił wszystkich skazanych na śmierć

## Po przywróceniu
- 4 lipca 1983 wprowadzono zastrzyk trucizny jako metodę alternatywną dla krzesła elektrycznego.
- Przestępstwami zagrożonymi karą śmierci są obecnie morderstwo i zdrada.
- Pierwszy wyrok po przywróceniu wykonano 18 czerwca 1990 roku (gubernatorem stanu był wówczas Bill Clinton). Straconym był niejaki John Swindler, który wybrał śmierć na krześle. Wkrótce, 25 czerwca, stracono Ronalda Gene'a Simmonsa, który z kolei wybrał zastrzyk.
- Głośna stała się egzekucja Rickiego Raya Rectora 24 stycznia 1992. Rector miał uszkodzony mózg i nie był świadom swej sytuacji, ale gubernator Clinton nie ułaskawił go. Wielu uważało, że bał się, by taka decyzja nie zaszkodziła mu w kampanii prezydenckiej.
- Christina Marie Riggs, jako pierwsza od wielu lat kobieta, została stracona 2 maja 2000.
- Niezależne od opinii Rady ds. Ułaskawień prawo łaski ma gubernator.
- Ostatnia egzekucja odbyła się tam 27 kwietnia 2017 roku, kiedy to stracono 38-letniego Kennetha Dewayne'a Williamsa, którego skazano na karę śmierci za zastrzelenie 57-letniego Cecila Borena w dniu 3 października 1999 roku[1].